# Thio-
Thio- (von griechisch theion ‚Schwefel‘) ist ein Präfix, das bei chemischen Verbindungen verwendet wird, in denen Sauerstoff durch Schwefel ersetzt wurde. Dies ist sehr häufig möglich, da Schwefel eine sehr ähnliche Elektronenkonfiguration wie Sauerstoff hat, erkennbar daran, dass er in derselben Hauptgruppe im Periodensystem steht wie Sauerstoff.

## Beispiele
- Schwefelsäure → Thioschwefelsäure, bzw. Sulfate → Thiosulfate
- Cyanate → Thiocyanate und Isocyanate → Isothiocyanate
- Dithiocarbamate, Basis zahlreicher Pflanzenschutzmittel
- Natriumdithionit
- Alkohole → Thiole oder Mercaptane
- Ether → Thioether
- Carbonylgruppe  → Thiocarbonylgruppe
- Aldehyd  → Thioaldehyd
- Keton  → Thioketon
- Carbonsäureester  → Thiolester, Thionester oder Dithioester
- Amid   → Thioamid[3]
- Ketene → Thioketene
- Phosgen  → Thiophosgen